# Calliopsis granti
Calliopsis granti är en biart som beskrevs av Shinn 1967. Calliopsis granti ingår i släktet Calliopsis och familjen grävbin. Inga underarter finns listade.